# Chiesa di San Nicolò al Borgo

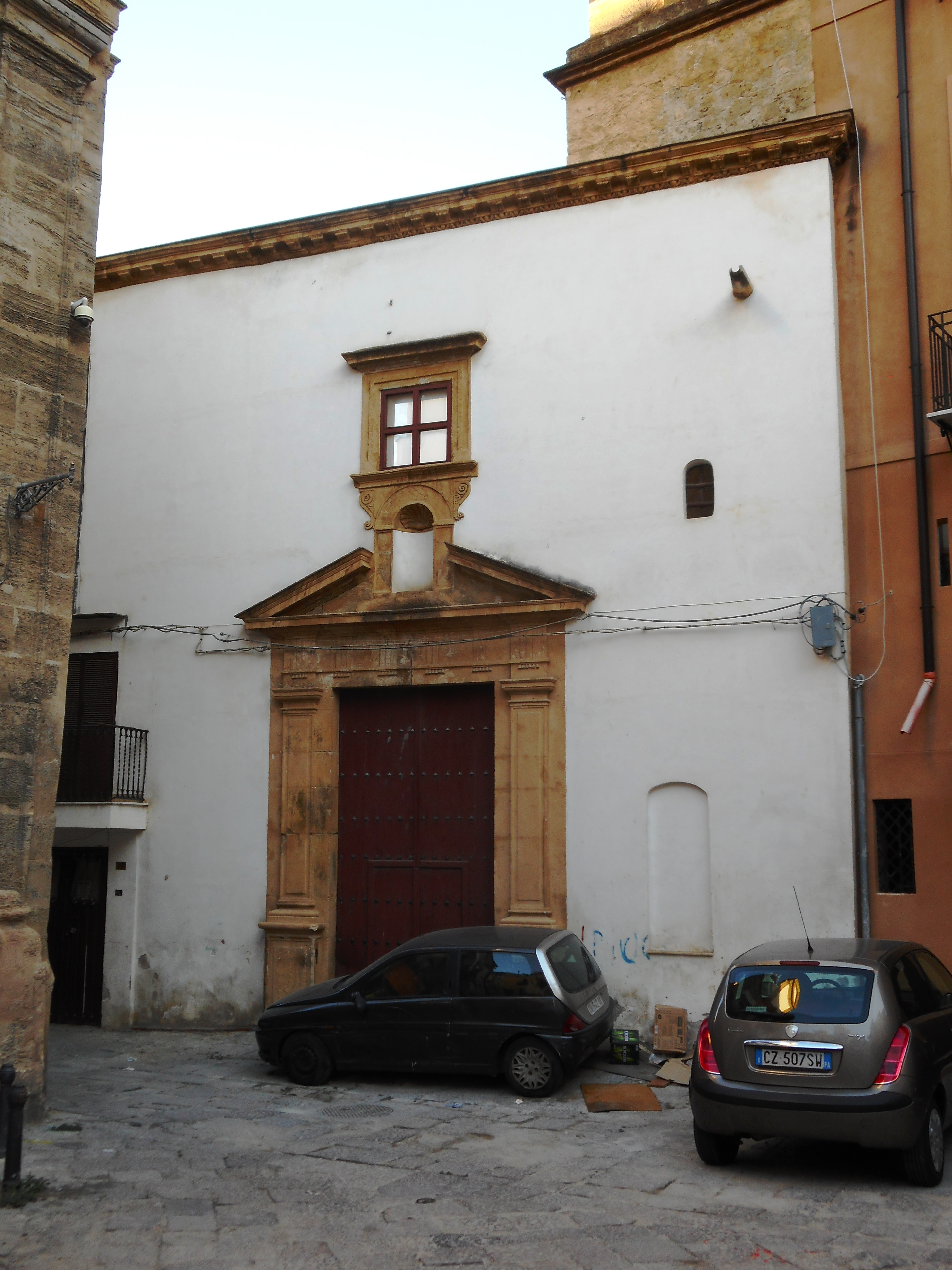
Facciata esterna

La chiesa di San Nicolò al Borgo o «lo Gurgo» è un edificio di culto situato nel centro storico di Palermo. Il luogo di culto sorge nel mandamento Castellammare o Loggia vicino al porto della Cala, nella zona compresa tra l'odierno mercato della Vucciria e la primitiva Piazza Imperiale, ovvero a levante contigua alla Chiesa di Sant'Andrea degli Amalfitani o «Aromatari» e a ridosso della chiesa di San Domenico, di piazza San Domenico e della colonna dell'Immacolata.

## Storia
Il luogo di culto sorge nella parte del quartiere chiamato «dell'Amalfitania», cuore pulsante della comunità amalfitana adiacente alla chiesa di Sant'Andrea degli Amalfitani o «Aromatari», santo protettore della città di Amalfi. Per volontà di Papa Innocenzo IV è affiliato alla casa madre di Fossanova, linea Clairvaux. L'Ordine cistercense è attestato fino al XV secolo,
L'edificio è ingrandito nel 1306 a servizio del borgo o «gurgo» degli Amalfitani, ristrutturato dopo il 1628 dalla Maestranza dei Calzettai.
Per l'avanzato degrado il monumento è stato per lungo tempo inaccessibile. Un radicale restauro ha consentito la riapertura ai visitatori.

## Esterno
Un portale sulla piazza immette all'interno di un portico con piccolo colonnato, sulla sinistra e in posizione arretrata, il campanile costruito con conci di pietra ben squadrati. Il portale principale è sormontato da un timpano spezzato per accogliere la nicchia che fino agli anni settanta ospitava il simulacro del santo titolare.
La chiesa si affaccia a settentrione. L'aula è a tre navate senza transetto, presenta un bellissimo soffitto ligneo trecentesco e un colonnato di otto colonne dagli originali capitelli che sostiene otto archi a tutto sesto.
- XV secolo, Edicola, rilievo in terracotta invetriata raffigurante la Vergine in adorazione del Bambino e in alto l'Eterno Padre benedicente, opera di Andrea Della Robbia collocata sulla facciata a sinistra del portale oggi custodita nel Museo diocesano.

## Interno
Gaspare Palermo nei primi decenni del XIX secolo documentava:
- L'altare maggiore caratterizzato da un dipinto su tavola raffigurante il Transito di Maria Vergine con gli Apostoli e San Nicola di Mira[3]
  - Navata sinistra o lato vangelo:
    - Prima campata: Cappella della Madonna dell'Itria. Altare con dipinto su tavola raffigurante la Madonna dell'Itria e la statua lignea della Vergine con bambino;[3]
    - Seconda campata: Cappella di Maria Santissima. Altare con dipinto su tavola raffigurante Maria Santissima.[3]

  - Navata destra o lato epistola:
    - Prima campata Cappella di Sant'Ambrogio. Altare con dipinto raffigurante Sant'Ambrogio.[5]
    - Seconda campata: Cappella di San Nicola. Altare con statua lignea di San Nicola;[5]

## Confraternita di San Nicolò del Borgo
- 1306, Confraternita di San Nicolò del Borgo, fondazione.
- 1628 Alla preesistente associazione si aggrega la Maestranza dei Calzettai.[6]